# スピロヘータ門
スピロヘータ（またはスピロケータ、羅:Spirochaetes、英:spirochaetaまたはspirochete, spirochetis）とは、らせん状の形態をしたグラム陰性の細菌の一グループである。門名の由来は「コイル状の髪」を意味するギリシア語σπειροχαίτηをラテン語に音写したもので、古典ラテン語の発音に従えばカナ表記は「スピーロカエテス」である。
他の典型的な細菌とは異なり、菌体の最外側にエンベロープと呼ばれる被膜構造を持ち、それが細胞体と鞭毛を覆っている。細胞壁が薄くて比較的柔軟であり、鞭毛の働きによって、菌体をくねらせたりコルク抜きのように回転しながら活発に運動する。
自然環境のいたるところに見られる常在菌の一種でもある。一部のスピロヘータはヒトに対して病原性を持つものがあり、梅毒、回帰熱、ライム病などの病原体がこれに該当する。またシロアリや木材食性のゴキブリの消化管に生息するスピロヘータは、腸内細菌として宿主が摂った難分解性の食物から栄養素を摂取したり、エネルギーを産生する役割にかかわっている可能性が指摘されている。
現在、門の階級は国際原核生物命名規約（ICNP）で扱っていないが、2015年に門を含めるとともに接尾辞を統一することが提案が出されている。この提案では、門名の候補として"Spirochaetaeota"が提示されている。

## 分類
細菌の形態には、球型のもの（球菌）や棒状のもの（桿菌）の他に、桿菌と同様に細長い菌体がらせん形になったものが存在し、これらはらせん菌と総称される。
らせん菌はその回転数から、(1) 回転数が1回程度のもの、(2) 2 - 3回のもの、(3)5回以上（ - 数百回）のものに区別される。1に該当するものにはコレラ菌などのビブリオ属が、2に該当するものにはスピリルム、カンピロバクター、ヘリコバクターが挙げられ、3に該当する細くて回転数の多いものが俗にスピロヘータと総称される。
スピロヘータは以前、細菌とは異なる別の微生物として考えられていたが、その後、研究が進むにつれて細菌の一グループをなすものであることが判明した。2005年現在の細菌の分類では、スピロヘータ門は独立した門として扱われており、以下、スピロヘータ綱スピロヘータ目スピロヘータ科スピロヘータ属という、属のレベルまでが存在しているが、一般にはこの中で、スピロヘータ門に属するものすべてを指す場合が多い。
2012年現在、スピロヘータは以下のような位置づけにある。ただしスピロヘータの分類はまだ整理の途上にあり、今後変更される可能性がある。
- Spirochaetes スピロヘータ門
  - Spirochaetes スピロヘータ綱
    - Spirochaetales スピロヘータ目
      - Spirochaetaceae スピロヘータ科
        - Alkalispirochaeta
        - Spirochaeta スピロヘータ属
        - Clevelandina :昆虫の後腸に寄生
        - Diplocalyx :昆虫の後腸に寄生
        - Hollandina :昆虫の後腸に寄生
        - Oceanispirochaeta
        - Pillotina :昆虫の後腸に寄生
        - Pleomorphochaeta
        - Rectinema
        - Salinispira
        - Sphaerochaeta
        - Treponema トレポネーマ属:梅毒トレポネーマ（T. pallidum）など

      - Borreliaceae ボッレリア科
        - Cristipira
        - Borrelia ボレリア属:回帰熱ボレリア（B. recurrentisほか）、ライム病ボレリア（B. burgdorferiほか）など
        - Borreliella

    - Brachyspirales ブラキュスピラ目
      - Brachyspiraceae ブラキュスピラ科
        - Brachyspira
        - Serpulina セルプリナ属:豚赤痢菌（S. hyodysenteriae）など

    - Leptospirales レプトスピラ目
      - Leptospiraceae レプトスピラ科
        - Leptonema
        - Leptospira レプトスピラ属:ワイル病レプトスピラ（黄疸出血性レプトスピラ, L. interrogans serovar icterohaemorrhagiae）、秋疫（あきやみ）レプトスピラ（L. interrogans serovar autumnalis Akiyami A ほか）など
        - Turneriella

      - Brevinemataceae ブレウィネマ科
        - Brevinema

      - 所属科不明
        - Exilispira

## 細菌学的特徴

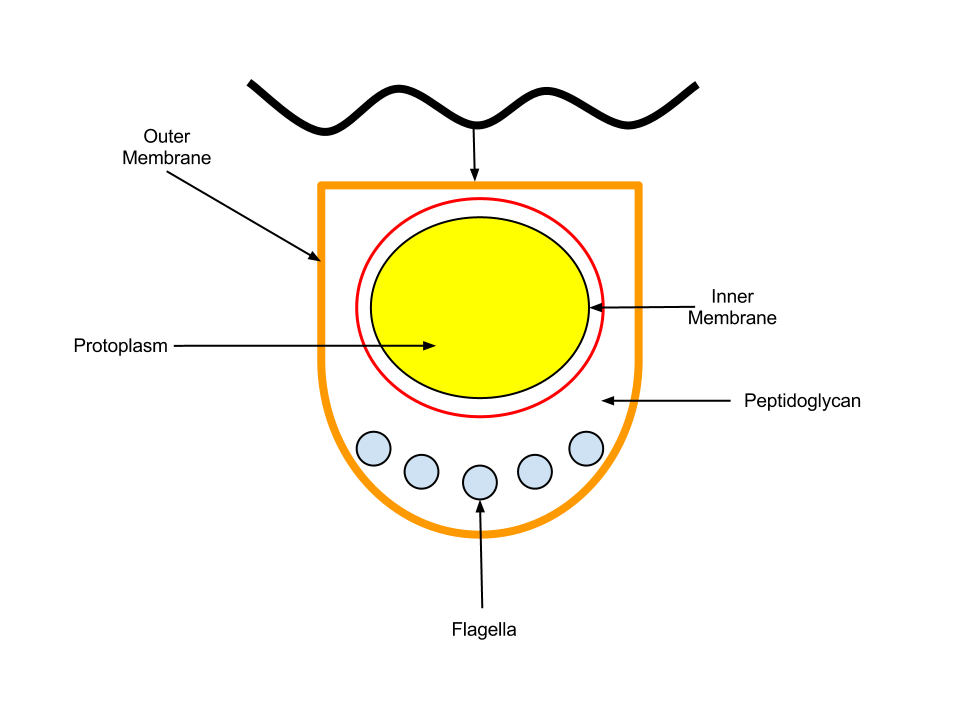
スピロヘータの一般構造
両端から伸びた鞭毛を中心に、細胞体がらせん状に絡み付き、その両者の外側をエンベロープが覆っている

グラム陰性のらせん菌であり、そのらせん形態は科や属ごとにそれぞれ特徴がある。一般には0.1 - 0.5×4-250 µm程度の細長い菌体がらせん状になっているものが多いが、中には500 - 600 µmほどの大型のものもある。
スピロヘータ科0.1 - 0.3×5 - 250 µm程度の右巻きまたは左巻きの規則正しいらせん状で、菌体の両端付近に1 - 20本程度ずつの鞭毛を持つ。中には90 - 150本の鞭毛を持つ属もある。微好気性、通性嫌気性または偏性嫌気性。
セルプリナ科0.2 - 0.4×4 - 9 µm程度のゆるやかで粗大ならせん状で、菌体の両端付近に4 - 15本ずつの鞭毛を持つ。偏性嫌気性。
レプトスピラ科0.1×6 - 12 µm程度でスピロヘータの中では最も微細。規則正しい右巻きのらせん状で、菌体の両端または一端がフック状に湾曲する。菌体の両端付近にそれぞれ1本の鞭毛を持つ。偏性好気性。
スピロヘータは他の細菌とは異なる独特の構造を持ち、その基本構造は、細胞体、鞭毛、エンベロープという3つから構成される。菌体の両端からそれぞれ伸びた鞭毛に、ちょうど菌体（細胞体）がらせん状に巻き付くような恰好となり、それらすべてをエンベロープと呼ばれる被膜構造が覆った状態になっている。このため他の鞭毛を持つ細菌とは異なり、鞭毛が直接外部の環境に接することはない。このような特徴から、スピロヘータの鞭毛は、軸糸 (axial filament)、細胞内鞭毛 (endoflagella)、ペリプラズム鞭毛、軸繊維などとも呼ばれる。
スピロヘータの細胞壁は薄いため細胞体は柔軟であり、またエンベロープも流動性に富んでいる。この柔軟性と鞭毛の働きによって、スピロヘータは活発な運動性を示す。スピロヘータの鞭毛は、他の原核生物の鞭毛と同様、菌体と接する部分を基点にして回転しているが、この鞭毛の回転によって鞭毛と接している細胞体とエンベロープも回転し、菌体全体がコルク抜きのように回転することで、前方への推進力を得る。他の生物の鞭毛による運動の場合は、粘度の高い溶液の中では鞭毛を動かせずに運動が停止するが、スピロヘータのこの回転運動の場合は粘稠な溶液中でも運動することが可能である。また、この回転運動以外にも、鞭毛の働きと菌体の柔軟性によって、スピロヘータは屈曲したり、固体の表面を這うように移動したりすることも可能である。
この他、属ごとに他の細菌にはあまり見られない特徴を有するものも見られる。例えばトレポネーマ属やレプトネーマ属には細胞体の中に細胞内微小管と呼ばれる、真核細胞の微小管とよく似た構造が見られる。ボレリアの細胞膜には動物細胞の膜脂質成分であるコレステロールが含まれており、この点でマイコプラズマと類似した特徴を持つ。またボレリアの中には、他のほとんどの細菌のゲノムが環状DNAであるのに対して、線状DNAをゲノムとして持っているものがある。

## 昆虫の共生体
ゴキブリやシロアリの多くは、窒素含有量が著しく低く、かつ難分解性の高分子化合物を主成分とする腐植質（朽木など）を主食としている。こうした食物は動物の生理的能力では十分利用することが難しいため、これらの昆虫は原生動物、担子菌、細菌といった微生物との共生系を発達させている。
スピロヘータはゴキブリやシロアリの腸内における微生物との共生系の中にも確認されているが、その機能は十分に解明されているとはいいがたい。しかし、オーストラリアに分布する最も原始的なシロアリであるムカシシロアリ Mastotermes darwiniensis では、非常に興味深い現象が確認されている。ゴキブリやシロアリの腸内のスピロヘータには自由生活するものと、共生原生動物に付着して生活するものがあるが、ムカシシロアリの腸に共生している多鞭毛虫の一種 Mixotricha paradoxa の細胞の表面には50万個体前後ものスピロヘータが付着して、あたかも繊毛のように見える。それらは実際に繊毛のような波うち運動を行っている。
M. paradoxa は運動をこの体表におびただしく付着したスピロヘータの運動に依存していることも知られている。この現象は細胞内小器官の起源の細胞内共生説を唱えたリン・マーギュリスの関心を引き、鞭毛（繊毛・波動毛）のスピロヘータ共生起源説のアイディアを引き出した。しかし、真核生物の鞭毛構造とスピロヘータの構造に著しい差があることなどから、ミトコンドリアや葉緑体の細胞内共生説のようには受け入れられておらず、定説化していない。真核生物の鞭毛の形成中心となっている中心体に独自の遺伝子があるという説が過去に提唱されたが、現在ではほぼ否定されている。今後鞭毛の起源に細胞内共生説が再浮上する可能性は完全には否定できないが、今日ではスピロヘータの共生体がそのまま鞭毛となったと見なすのは困難であると認識されている。

## 歴史
最初に微生物を発見したことで知られるレーウェンフックが、1683年9月にイギリスの王立協会に送ったスケッチに、スピロヘータ様のらせん菌が描かれており、細菌発見の当初からその存在は知られていた。
スピロヘータという名称は、1835年にエーレンベルグが水中から見出したらせん菌につけたものが最初である。
病原性のスピロヘータとして最初に同定されたのは回帰熱ボレリアで、1873年のオーバーマイヤーの発見による。

## 特定のスピロヘータの感染により発病する病気
- Treponema pallidum - 梅毒
- Borrelia recurrentis など - 回帰熱
- Borrelia burgdorferi など - ライム病
- Leptospira interrogans など　- レプトスピラ症(ワイル病)

スピロヘータが原因の疾患にはペニシリンGが第一選択薬となる。治療中にJarisch-Herxheimer反応がみられることがある。アミノグリコシド系、テトラサイクリン系抗生物質も効果がみられる。